# Babda
Babda (arab. بعبدا, Bʿabdā) – miasto w Libanie, stolica muhafazy Dżabal Lubnan; liczy 84,9 tys. mieszkańców (2006). Ośrodek przemysłu spożywczego. W Babdzie znajduje się rezydencja prezydenta Republiki Libańskiej.